# クァク・オクチョル
クァク・オクチョル（朝: 곽 옥철、英: Kwak Ok Chol　1973年2月6日 - ）は、北朝鮮の柔道選手。階級は81kg級。身長174cm。

## 人物
1997年の世界選手権78kg級では銅メダルを獲得した。1998年のアジア競技大会81kg級では2位だった。1999年のアジア選手権で優勝すると、世界選手権では前回に続いて銅メダルを獲得した。2000年のシドニーオリンピックでは7位に終わりメダルを獲得できなかった。

## 主な戦績
- 1997年 - 世界選手権　78kg級　3位
- 1998年 - アジア競技大会　2位
- 1999年 - アジア選手権　優勝
- 1999年 - 世界選手権　3位
- 2000年 - シドニーオリンピック　7位